# Germain Bénard
Pour les articles homonymes, voir Bénard.
Germain Gustave Bénard, né le 28 mai 1859 à Auxerre (Yonne) et mort le 17 mai 1921 dans la même ville, est un homme politique français.
En 1921, il est maire d'Auxerre par intérim à la suite du décès de Charles Surugue.

## Biographie
Issu d'un milieu modeste, Germain Bénard obtient en 1878 le diplôme d'honneur (médaille d'argent) au concours général du tracé d'appareils et de coupe de pierre entre tous les appareilleurs et tailleurs de pierre de France.
Après son service militaire au 1er génie à Versailles, Germain Bénard s'associe en 1883 à son frère pour des travaux d'entrepreneur en bâtiments, fonction qu'il exerce jusqu'en 1910.
Dès l'année 1897, il est élu membre du conseil de prud'hommes à Auxerre et remplit successivement les fonctions de vice-président et de président de cette juridiction. En 1899, il est nommé juge au tribunal de commerce d'Auxerre, puis en 1910, à l'occasion de la réorganisation en deux sections du conseil de prud'hommes il est nommé président général.
Élu conseiller municipal en 1900, il préside la commission des grands travaux de cette date à 1908 et prend part à ce titre à la construction de nouveaux édifices municipaux (marché couvert, hôtel de la caisse d'épargne, hôpital militaire, hôtel des postes et télégraphes). Le 26 juillet 1902, il est élu deuxième adjoint, puis le 17 mai 1908, premier adjoint. Le 7 février 1914, il est nommé officier de l'instruction publique.
Exerçant l'intérim des fonctions de maire à la suite du décès de Charles Surugue le 24 avril 1921, il meurt d'un phlegmon à la cuisse le 17 mai suivant. La rue où il résidait à Auxerre porte aujourd'hui son nom.

## Anecdote
La maison natale de Germain Bénard appartient toujours à des membres de sa famille qui s'y succèdent depuis 1859 soit six générations.